# Anastasia Nichita
Anastasia Nichita (* 19. Februar 1999 in Tătărești, Rajon Strășeni) ist eine moldauische Freistilringerin. Sie wurde 2022 Weltmeisterin der Frauen in der Gewichtsklasse bis 59 kg.

## Karriere
Bei den U23-Ringer-Europameisterschaften 2018 in Istanbul gewann Nichita die Silbermedaille in der Gewichtsklasse bis 59 kg im Frauenwettbewerb. Im darauffolgenden Jahr gewann sie die Silbermedaille bei den U23-Ringer-Weltmeisterschaften in Budapest, ebenfalls in der Gewichtsklasse bis 59 kg. Im Finale unterlag sie Yumeka Tanabe aus Japan.
Bei den Ringer-Europameisterschaften 2019, die in Bukarest stattfanden, gewann Nichita gemeinsam mit Aljona Kolesnik die Bronzemedaille in der Gewichtsklasse bis 57 kg im Frauenwettbewerb. Im gleichen Jahr gewann sie bei den Europaspielen in Minsk ebenfalls Bronze. In ihrem Kampf um die Bronzemedaille besiegte sie Grace Bullen aus Norwegen. Bei den Ringer-Europameisterschaften 2020 in Rom gewann Nichita die Goldmedaille in der Gewichtsklasse bis 59 kg im Frauenwettbewerb. Im Finale siegte sie über die Bulgarin Biljana Dudowa. Ebenfalls gewann sie Gold beim Individual Wrestling World Cup in Belgrad in der Gewichtsklasse bis 57 kg.
2021 gewann Nichita eine der Bronzemedaillen in der Gewichtsklasse bis 59 kg bei den Ringer-Europameisterschaften in Warschau. Bei den U23-Ringer-Europameisterschaften 2021 in Skopje gewann sie die Goldmedaille in ihrer Disziplin.
Nichita vertrat die Republik Moldau bei den Olympischen Sommerspielen 2020 in Tokio, Japan. Sie trat in der Klasse bis 57 kg der Frauen an, wo sie ihren ersten Kampf gegen Odunayo Adekuoroye aus Nigeria gewann und in ihrem nächsten Kampf gegen die spätere Bronzemedaillengewinnerin Ewelina Nikolowa aus Bulgarien ausschied. Bei den U23-Weltmeisterschaften 2021 in Belgrad trat sie in der Klasse bis 59 kg der Frauen an.
Im Februar 2022 gewann Nichita die Goldmedaille in der Klasse bis 59 kg der Frauen beim Yasar-Dogu-Turnier in Istanbul. Im März 2022 gewann sie die Goldmedaille in der Klasse bis 59 kg der Frauen bei den U23-Europameisterschaften im Ringen in Plovdiv, Bulgarien. Im selben Monat gewann Nichita auch die Goldmedaille in der Klasse bis 59 kg bei den Ringer-Europameisterschaften in Budapest. Im Finale besiegte sie Jowita Wrzesień aus Polen.
Bei den Ringer-Weltmeisterschaften 2022 in Belgrad gewann Nichita die Goldmedaille in der Klasse bis 59 kg. In ihrem Goldmedaillenkampf besiegte sie Grace Bullen aus Norwegen.
Nichita gewann die Goldmedaille in der Gewichtsklasse bis 59 kg der Frauen beim Grand Prix Zagreb Open 2023. Sie gewann die Silbermedaille in ihrer Disziplin beim Ibrahim Moustafa Turnier 2023 in Alexandria. Nichita gewann bei den Europameisterschaften 2023 in Zagreb die Goldmedaille in der Gewichtsklasse bis 59 kg der Frauen. Sie besiegte Julija Tkatsch aus der Ukraine in ihrem Goldmedaillenkampf durch ein Walkover.
Bei den Ringer-Europameisterschaften 2024 in Bukarest trat sie in der Klasse bis 59 kg der Frauen an.
Nichita vertrat die Republik Moldau bei den Olympischen Sommerspielen 2024 zum zweiten Mal, wo sie in der Klasse bis 57 kg antrat. Dort gewann sie die Silbermedaille und musste sich im Finale nur der Japanerin Tsugumi Sakurai geschlagen geben.